# Misgolas crawfordorum
Misgolas crawfordorum là một loài nhện trong họ Idiopidae.
Loài này thuộc chi Misgolas. Misgolas crawfordorum được G. Wishart & D.M Rowell miêu tả năm 2008.